# William Duell
Darwin William Duell (* 30. August 1923 in Corinth, New York; † 22. Dezember 2011 in Manhattan, New York) war ein US-amerikanischer Schauspieler und Sänger der in über 40 Film- und Fernsehrollen spielte. Zudem war er ein gefragter Theaterdarsteller.

## Leben und Karriere
Duell, wurde 1923 in der Kleinstadt Corinth mit 6.000 Einwohnern im Saratoga County, im Bundesstaat New York als George William Duell geboren. In seiner Jugend änderte seine Mutter seinen Namen rechtlich in Darwin William Duell. Duell der weder zu „George“ noch zu „Darwin“ eine besonders große Beziehung aufbauen konnte, nannte sich selbst später schlicht William.
Duell besuchte das Green Mountain Junior College in Illinois und studierte anschließend an der Illinois Wesleyan University und an der Yale University. Ein Theater-Stipendium an GMC ist nach ihm benannt. Er porträtierte Andrew McNair in der Broadway-Version von 1776, die ihn zu einem gefragten Charakterschauspieler formte, der über die gesamte Spielzeit der Show hinweg blieb und es bei dieser Rolle nie eine Zweitbesetzung gab.
Auf der Leinwand wurde Duell 1975 bekannt für seine Rolle als Jim Sefelt in dem oscar-prämierten Filmdrama Einer flog über das Kuckucksnest von Regisseur Miloš Forman und später 1982 als Johnny, der Spitzel in der populären Fernsehserie Die nackte Pistole. Duell spielte auch immer wieder kleinere Rollen wie in dem Film Zum Schweigen verdammt als Reverend oder in Das schwankende Schiff als Butler.
William Duell verstarb am 22. Dezember 2011 im Alter von 88 Jahren in Manhattan.

## Filmografie (Auswahl)
- 1961: Haie der Großstadt (The Hustler)
- 1972: 1776 - Rebellion und Liebe (1776)
- 1975: Einer flog über das Kuckucksnest (One Flew Over the Cuckoo's Nest)
- 1982: Die nackte Pistole (Police Squad!)
- 1983: An einem Morgen im Mai (Without a Trace)
- 1984: Grace Quigleys letzte Chance (Grace Quigley)
- 1986: Das Geschäft des Lebens (Seize the Day)
- 1988: Funny Farm
- 1988: Elvira – Herrscherin der Dunkelheit (Elvira: Mistress of the Dark)
- 1991: Zum Schweigen verdammt (Out of the Rain)
- 1993: Ich & Veronica (Me and Veronica)
- 1995: Wer hat Angst vorm Weihnachtsmann? (Reckless)
- 1999: Das schwankende Schiff (Cradle Will Rock)
- 1999: Schlaflos in New York (The Out-of-Towners)
- 2003: Wie werde ich ihn los in 10 Tagen (How to Lose a Guy in 10 Days)